# 道の駅山崎
道の駅山崎（みちのえき やまさき）は、かつて兵庫県宍粟市山崎町今宿の国道29号沿い・揖保川右岸に存在した道の駅である。

## 閉駅前の管理団体
- 設置者：宍粟市（開業時は山崎町）
- 指定管理者：ISコーポレーション

1993年（平成5年）11月の開駅時より旧山崎町の第三セクター「山崎町特産センター」が運営し、2006年（平成18年）に当駅が宍粟市（2005年に山崎町他3町の合併で市制施行）の指定管理施設となった際も同センターが引き続いて指定管理者として運営していた。しかし、同センターは経営悪化を理由に2009年（平成21年）3月末で解散し、公募により姫路市の飲食業「ISコーポレーション」が同年4月から運営を引き継いでレストラン部分を改装した上で4月10日にリニューアルオープンした。
宍粟市と土地所有者との土地等貸借契約が2013年（平成25年）3月31日で終了することから、同日をもって閉鎖した。閉鎖後の施設について宍粟市ではドライバーの利用に供するため「トイレや駐車場は当面、使用できるようにしたい」との意向を示すと共に「近く観光拠点施設を設ける計画」としていたが、2013年（平成25年）度中にすべて撤去され、その後更地となった。

## 施設
- 駐車場
  - 普通車：65台
  - 大型車：5台
  - 身障者用駐車場：1台
- トイレ
  - 男：大・小7
  - 女：5
  - 身障者用：1
- 公衆電話
- 特産品売店（8：30 - 19：00、火曜・年末年始休）
- レストラン「鹿の蔵」（8：00 - 21：30、毎月第2火曜日休（祝日の場合はその翌週火曜日）、2013年は毎週火曜日休）コーヒーの淹れ方教室が話題となっていた。

## 周辺
- 揖保川
- 生谷温泉
- 中国自動車道山崎IC

### 宍粟市内の他の道の駅
- 道の駅播磨いちのみや（一宮町）
- 道の駅ちくさ（千種町）
- 道の駅はが（波賀町）
- 道の駅みなみ波賀（波賀町）